# Предмет податку
Предмет податку — це благо, яке здатне виступати в економічній формі товару, відносно якого вимірюється здатність особи, що підпадає під юрисдикцію держави, нести податковий тягар.

## Дивись також
- Податок
- Юридична конструкція податку